# Charles Giron

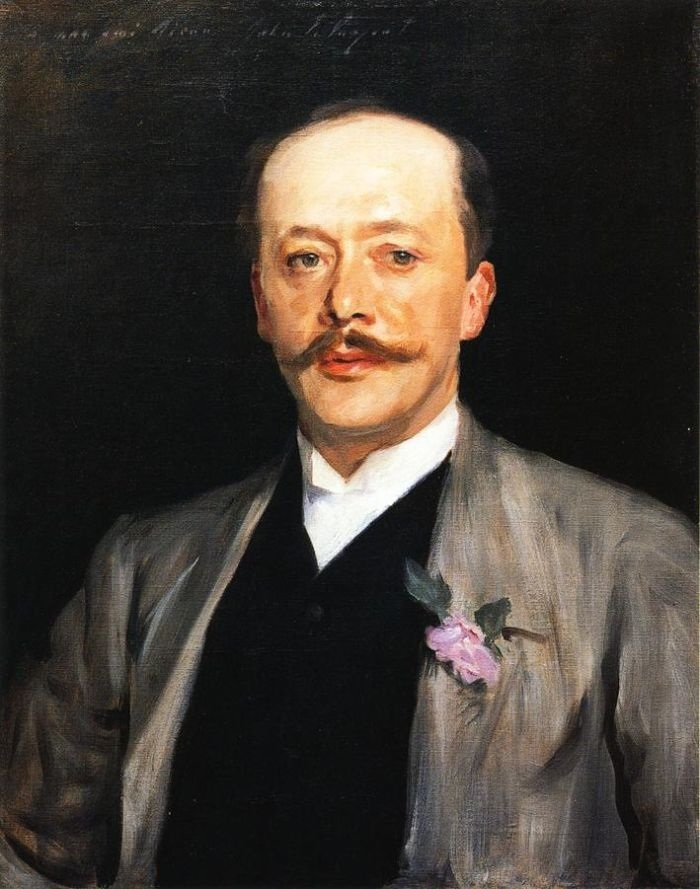
Charles Giron auf einem Gemälde von John Singer Sargent

Charles Alexandre Giron (* 2. April 1850 in Genf; † 9. Juni 1914 in Genthod) war ein Schweizer Figuren- und Landschaftsmaler.

## Leben
Nachdem Giron eine Lehre als Emailleur begonnen hatte, brach diese jedoch ab und nahm Unterricht bei François Diday und Barthélemy Menn. 1872 zog er nach Paris, wo er im Atelier von Alexandre Cabanel arbeitete und an der École des beaux-arts studierte. Ab 1876 stellte er seine Werke im Salon de Paris aus. Giron widmete sich hauptsächlich der Landschafts- und Porträtmalerei. Er lebte unter anderem in Cannes, in England, in Belgien und in den Niederlanden. In der internationalen Oberschicht war er aufgrund seines eleganten Stils ein sehr geschätzter Maler. 1887 erhielt er den belgischen Leopoldsorden, ein Jahr später wurde er in die französische Ehrenlegion aufgenommen.

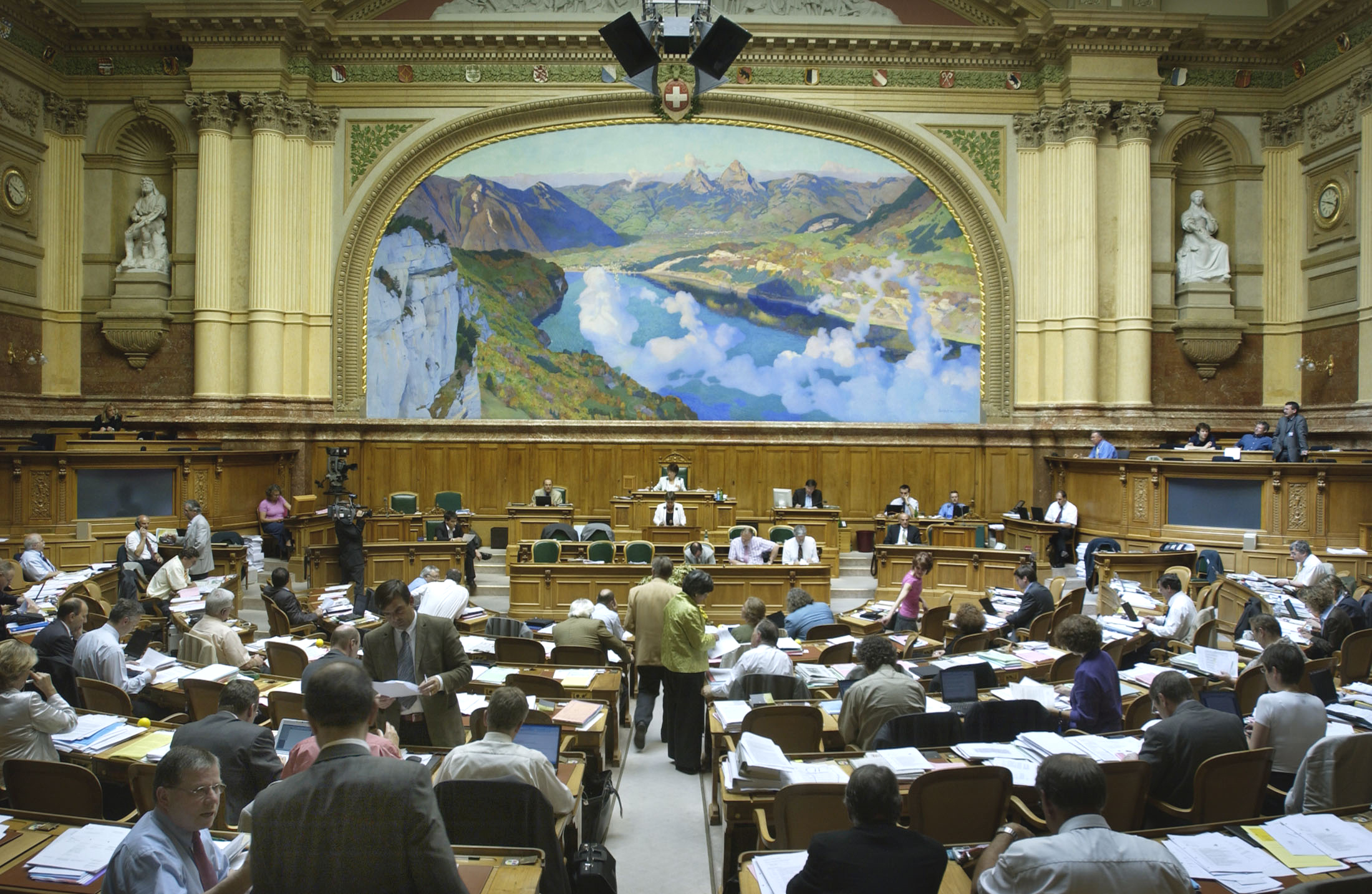
Wandgelmälde von Charles Giron: Le berceau de la confédération, deutsch: Die Wiege der Eidgenossenschaft, 1901, Nationalratssaal während Session

1896 kehrte Giron in die Schweiz zurück und lebte in der Folge in mehreren Orten am Genfersee. Dreimal gehörte er der Eidgenössischen Kunstkommission an; von 1898 bis 1900, von 1903 bis 1905 sowie von 1909 bis 1912. Sein bekanntestes Werk ist das 1902 entstandene Wandbild Die Wiege der Eidgenossenschaft im Nationalratssaal des Bundeshauses in Bern.
Zu seinen Kunden gehörte auch Elisabeth von Österreich-Ungarn (Sissi).
In Genf sind eine Strasse und eine Schule nach Charles Giron benannt.